# Phytomyza aronici
Phytomyza aronici är en tvåvingeart som beskrevs av Nowakowski 1962. Phytomyza aronici ingår i släktet Phytomyza och familjen minerarflugor.
Artens utbredningsområde är Polen. Inga underarter finns listade i Catalogue of Life.